# Olga Aroseva
Olga Alexandrovna Aroseva (21 de dezembro de 1925 – 13 de outubro de 2013) foi uma atriz russa que trabalhou em peças teatrais e filmes.
Morreu em 13 de outubro de 2013, aos 87 anos, em Moscou, por causas não reveladas.